# Adolph Eduard Grube
Pour les articles homonymes, voir Grube.
Adolph Eduard Grube est un zoologiste prussien, né le 18 mai 1812 à Königsberg et mort le 23 juin 1880 à Breslau.

## Biographie
Après des études au Collège Fridericianum, il entre à l’université où le doyen de l’université, Bulack, l’encourage à persévérer dans l’étude de l’histoire naturelle. Il est remarqué également par Karl Ernst von Baer (1792-1876) qui enseigne l’anatomie comparée. Après avoir obtenu son titre de doctor philosophiæ en 1836, il revient à Königsberg où il est professeur assistant en zoologie et devient titulaire en 1843. Il se marie alors avec Josefina Schäfer. Il enseigne, à partir de 1844, la zoologie à l'université allemande de Dorpat (aujourd’hui Tartu en Estonie), dans l'Empire russe. Influent enseignant, Konstanty Górski (pl) (1827-1901), qui enseignera la zoologie à l’Académie de médecine et de chirurgie de Varsovie, et Benedykt Dybowski (1833-1930), qui deviendra un grand spécialiste de la Sibérie, suivent notamment ses cours. Il succède à Johann Ludwig Gravenhorst (1777-1857) à la chaire de zoologie de Varsovie, il reçoit en outre la direction du musée de zoologie et dirige le département de zoologie de l’université. Grube étudie presque tous les groupes zoologiques et décrit près de cinq cents nouveaux genres et contribue à enrichir les collections du musée. Il fait un voyage à Trieste avec son ancien étudiant et ami Dybowski. Il est l’auteur de plus de cent publications.

## Quelques publications
- 1850. Die Familien der Anneliden. Archiv für Naturgeschichte Berlin, 16(1): 249-364 available online at [1]
- 1866 Beschreibungen neuer von der Novara-Expedition mitgebrachter Anneliden und einer neuen landplanarie. Verhandlungen der kaiserlich-königlichen zoologisch-botanischen Gesellschaft in Wien, 16: 173-184.
- 1866 Eine neue Annelida, zunächst einer nordischen, in der Nähe der Ophelien und Scalibregmen zu stellenden Annelide, Euzonus arcticus. Jahresbericht der Schlesischen Gesellschaft für vaterländische Kultur, 43: 64-65.
- 1866 Neue Anneliden aus den Gattungen Eunice, Hesione, Lamprophaes, und Travisia. Jahresbericht der Schlesischen Gesellschaft für vaterländische Kultur, 44: 64-66.
- 1866 Resultate einer Revision der Euniceen. Jahresbericht der Schlesischen Gesellschaft für vaterländische Kultur, 44: 66-68.
- 1872. Über die Gattung Lycastis (sv) und ein par neue Arten derselben. Jahres-Bericht Schleis. Gesell., 49:47-48.